# La Aparecida (Alicante)
La Aparecida es una pedanía del municipio de Orihuela, en la comarca de la Vega Baja del Segura, en Alicante, situada en la sierra de Orihuela. Cuenta con 2155 habitantes (INE, 2011).

## Ubicación
La Aparecida es una pedanía del municipio de Orihuela, en la comarca del Bajo Segura (Alicante), que limita por el norte con la sierra de Orihuela, por el oeste con el barranco de Castilla, el antiguo camino que va desde el barranco de Castilla hasta la Rambla Salada (que en la actualidad se llama calle Juan Carlos I), la Rambla Salada hasta su desembocadura, y desde aquí hasta un mojón colocado junto al Río Segura, en una línea que atraviesa diferentes propiedades (en Rincón de los Cobos) y, por lo tanto, no se puede apreciar a primera vista el límite porque no coincide con caminos, ramblas, etc. que indiquen a simple vista la frontera con la vecina Región de Murcia, por el sur con el Río Segura y por el este con la Vereda Salazar, que nos une al resto del municipio de Orihuela. 

## Origen de La Aparecida
A lo largo de los años se había ido transmitiendo de forma oral cómo había sido el hallazgo del lienzo de la Virgen, pero no se sabía con exactitud ni la fecha ni otros datos de interés, pues no se tenía conocimiento de ningún documento escrito que lo certificara.
Fue en septiembre de 2001 cuando Alberto Soto López tuvo la fortuna de dar con un manuscrito del siglo XVIII de Montesinos que relataba con toda precisión cómo habían ocurrido los hechos que, de manera muy resumida, son los siguientes:
El día 13 de mayo de 1736 estaba Jaime Trigueros labrando en un bancal llamado El Olivar Viejo cuando de repente se le enredó la reja, y por más fuerza que hacía no podía sacarla. Llamó entonces a su mozo Ginés y entre los dos descubrieron una concavidad con varios pedazos de tablas de olivo y, entre ellos, un lienzo de poco más de tres palmos de alto con la proporcionada anchura, muy maltratado por la humedad, que fueron a lavar, y fue entonces cuando descubrieron que tenían en sus manos la imagen de la Santísima Virgen María.
A partir de este hallazgo la gente empezó a visitar la casa de Jaime Trigueros con asiduidad para adorar a la Virgen, y esto tuvo como consecuencia que la casa pasara a ser lugar de devoción, convirtiéndose al final en una iglesia; dicho de otra manera, la actual iglesia de La Aparecida era la casa de Jaime Trigueros.
Por otra parte, el nombre que recibía el lugar donde apareció el lienzo era  Los Esparragales, el cual fue sustituido por La Aparecida, tras la aparición de dicho lienzo.
Todos los años, el día 13 de mayo se conmemora el aniversario del hallazgo, bajando a la Virgen a hombros en romería, desde la iglesia hasta El Hoyico. La primera romería se celebró el 13 de mayo de 2002.
Por lo tanto, no tiene ningún fundamento otras historias inventadas acerca del origen de La Aparecida. Toda la información del hallazgo se encuentra recogida en el libro El origen de La Aparecida de Alberto Soto López, que fue editado por la comisión de fiestas de La Aparecida 2003.
La fiesta en honor a Nuestra Señora de Belén se celebra todos los años el último fin de semana de septiembre (aunque se realizan actividades a lo largo de todo el mes, centrándose fundamentalmente en la última semana).
A raíz de la publicación del libro El origen de La Aparecida (2002), se lleva a la Virgen en romería todos los años el día 13 de mayo, desde la iglesia hasta el Hoyico para conmemorar el aniversario del hallazgo (13 de mayo de 1736).

## Infraestructuras
Toda su infraestructura importante se encuentra dentro o alrededores del pueblo. Los principales son la iglesia Nuestra Señora de Belén, el centro cívico, el consultorio médico y centro de mayores, y el colegio público Nuestra Señora de Belén.

## Geografía
La Aparecida es una pedanía del municipio de Orihuela, provincia de Alicante, Comunitat Valenciana. Está formada por los siguientes barrios: Raiguero de Poniente, Raiguero de Levante, Vereda Salazar, El Arenal (se le conoce como “El barrio”), Los Tres Puentes, Rincón de Los Cobos y La Aparecida, que es el núcleo principal de toda la pedanía, donde se encuentran la mayoría de los servicios (iglesia, escuela, cementerio, etc.), y que se le conoce como “El pueblo”.
A nivel eclesiástico funciona como una parroquia independiente, la cual tiene, además de la iglesia, una ermita en El Arenal.
A nivel de ayuntamiento hay que señalar que tiene dos alcaldes pedáneos, uno es el principal, que engloba a toda la pedanía, mientras que el otro pedáneo solo desarrolla sus funciones en los núcleos de Rincón de los Cobos, Los Tres Puentes, parte de la vereda Salazar y El Arenal, que es el núcleo principal de la zona de huerta. 
Ambas pedanías comparten los mismos servicios en La Aparecida (núcleo principal), como por ejemplo: Escuela, médico, cementerio, iglesia, cáritas, etc.
Es el primer pueblo de la provincia de Alicante, comenzando por el sur, limítrofe con la vecina Región de Murcia, de la que nos separa en gran parte de la pedanía una rambla (Rambla Salada), el camino que sube a la sierra, que es la calle Juan Carlos I, y por la sierra El barranco de Castilla.
Está atravesada por la carretera CN-340, que pasa por Raiguero de Poniente, La Aparecida y Raiguero de Levante. 
Por su parte, la carretera CV 916 de Camino de Enmedio, que va desde Orihuela hasta Murcia, atraviesa la pedanía por el sur, pasando por Rincón de Los Cobos, Los Tres Puentes y El Arenal.
También cabe señalar que desde el núcleo de Raiguero de Poniente sale el Camino Viejo de Fortuna hacia dicha localidad, nombre con el que es conocido, y así consta en las escrituras de los terrenos y casas adyacentes, pero que hace algunos años, seguramente por desconocimiento desde el ayuntamiento de Orihuela, le pusieron el nombre de calle Tomillo, que no tiene ningún arraigo, y que algunos vecinos han intentado sin éxito revertir esta situación, para devolver el nombre original (Camino Viejo de Fortuna).
En la siguiente poesía se describen todos los barrios que conforman esta pedanía de Orihuela, La Aparecida.

## Demografía
La Aparecida posee una población de 2200 habitantes aprox. en 2015.

## Idioma
El habla de nuestra pedanía es la propia de nuestra comarca, El Bajo Segura, que es un castellano dialectal cuyas características más destacadas son: 
-En primer lugar, la existencia de un seseo que desaparece totalmente al llegar a la vecina Región de Murcia.
-En segundo lugar, la existencia de numerosos vocablos de origen catalán que están introducidos en nuestro castellano dialectal.
-En tercer lugar, es importante señalar dos aspectos importantes: Por un lado, el castellano que hablamos está cada vez más próximo al estándar. Por otro lado, en la escuela se estudia valenciano desde hace muchos años, con los cual cada vez es mayor el conocimiento de esta lengua.
Al respecto, podemos indicar que en el libro Sustrato catalán en el habla del Bajo Segura, de Alberto Soto López, se explica pormenorizadamente el origen de numerosos vocablos de origen catalán en nuestro castellano dialectal, que su autor denomina VALENTELLANO, que a menudo, por ignorancia, muchas personas han llegado a identificarlo con el panocho murciano, el cual es otro dialecto diferente, tanto desde el punto de vista del léxico como de la fonética.